# اوچ‌قرغان
اوچ‌قرغان (به ازبکی: Учқўрғон) شهری در ولایت نمنگان کشور ازبکستان است که در سرشماری سال ۲۰۱۰ میلادی، ۳۵٬۴۳۵ نفر جمعیت داشته است.